# Béatrice Leca
Pour les articles homonymes, voir Leca.
Béatrice Leca est une écrivaine française née à Paris en 1970.
Elle apparaît à deux reprises dans le documentaire de Jean-François Dars et Anne Papillault consacré à Félix Fénéon. Elle a été pensionnaire de la Villa Médicis.

## Publications
- Technique du marbre, Seuil, 1996, Prix Fénéon
- Des années encore, Seuil, 1999
- Aux bords des forêts, Melville, 2004
- L'étrange animal, Corti, 2019